# Environnement en Syrie
L'environnement en Syrie est l'environnement de la Syrie, un pays situé à l'extrémité orientale de la mer Méditerranée. Outre son littoral, le pays possède une plaine côtière, des chaînes de montagnes à l'ouest, une steppe semi-aride au centre occupant la majeure partie du pays et une zone désertique à l'est. Chacune de ces zones a ses propres animaux et plantes caractéristiques.

## Biodiversité

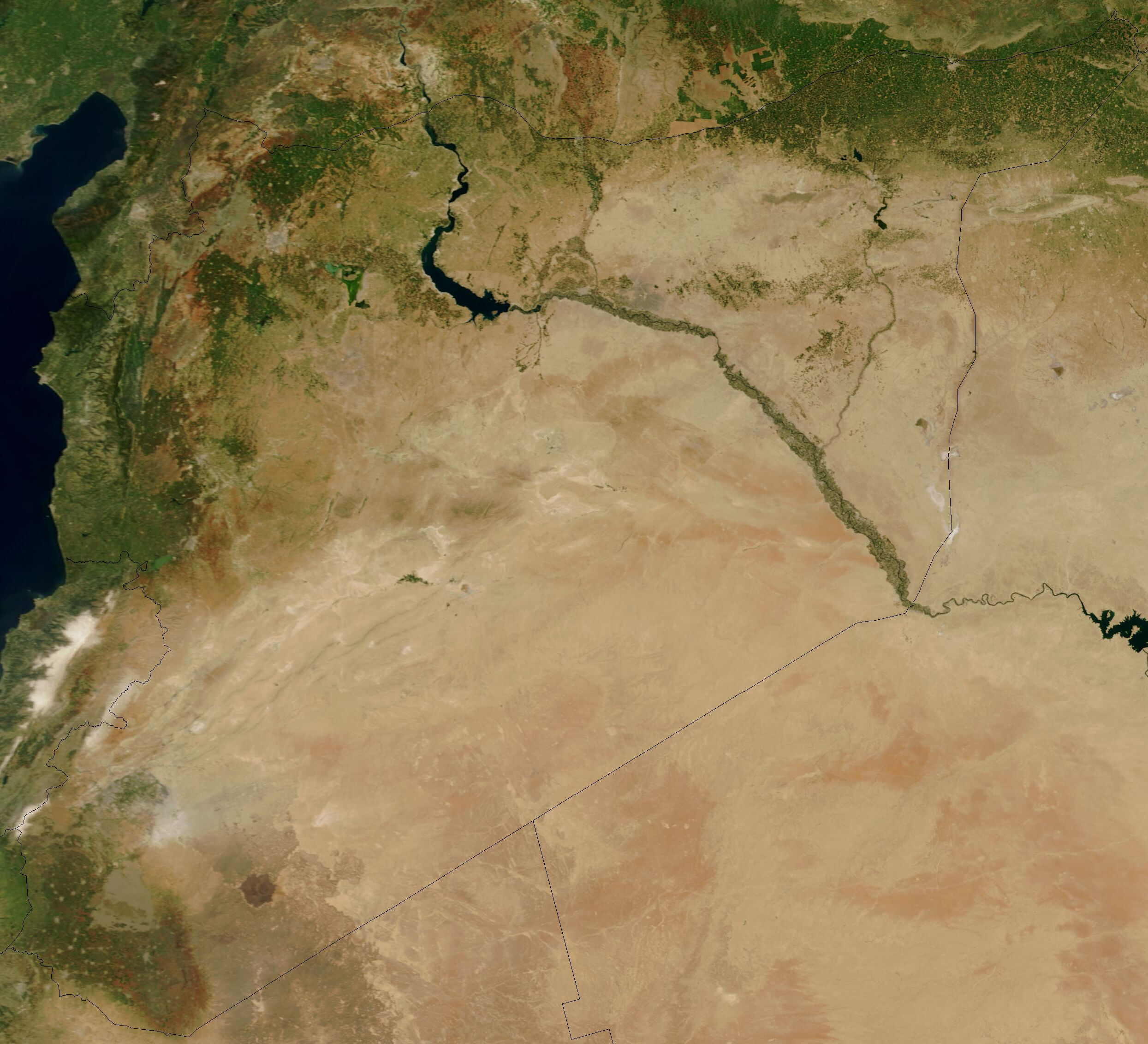
Image satellite de la Syrie

### Milieux

#### Climat
La Syrie dispose d'un climat tempéré composé de quatre saisons. La température moyenne estivale atteint les 32 °C et la température moyenne hivernale atteint les 10 °C. Au printemps et à l'automne la moyenne des températures est de 22 °C.
L'ouest du pays connaît un climat de type méditerranéen, alors que le reste du pays est soumis à des variations de température extrêmes et une sécheresse de plus en plus accentuée, au fur et à mesure qu'on se dirige vers l'est.

### Flore
Environ 3 100 espèces de plantes à fleurs ont été répertoriées en Syrie, ainsi que 112 gymnospermes. Le pays peut être considéré comme un carrefour entre différentes zones de végétation et la flore montre des influences de trois continents: l’Europe, l’Asie et l’Afrique.
Les périodes glaciaires ont repoussé les espèces paléarctiques plus au sud, et lorsque le climat s'est amélioré, certaines espèces se sont accrochées dans les régions montagneuses de Turquie, de Syrie et du Liban. Les vents d'ouest dominants entraînent des précipitations plus importantes près de la côte et la végétation du côté ouest des chaînes de montagnes côtières est différente de celle du côté est, qui diffère encore des chaînes de montagnes intérieures et encore des plantes résistantes à la sécheresse qui poussent sur le plateau oriental.
Dans l'ouest du pays, les hivers doux et humides et les étés chauds et secs offrent des conditions idéales pour les forêts de conifères, de sclérophylles et de feuillus de la Méditerranée orientale (en), qui comprennent des chênes verts, des pins d'Alep et d'autres conifères. L où les arbres ont été enlevés pour le bois, prédomine les broussailles sclérophylles, comme les maquis et garrigues dans les zones calcaires. Au début du XXe siècle, les forêts couvraient environ un tiers du pays, mais cent ans plus tard, elles étaient réduites à environ 3%. La couverture forestière restante se situe principalement dans la chaîne de montagnes côtière syrienne et se compose d’arbres épineux et à feuilles brillantes tels que le buis commun, le Myrte, le genêt, le pistachier térébinthe, l’arbousier et l’olivier sauvage.

### Faune
- Pour les oiseaux voir la page Wikipédia en anglais.
- Pour les mammifères voir la page Wikipédia en anglais.

La Syrie possède une faune diverse avec 125 espèces de mammifères, 394 d'oiseaux, 127 de reptiles, 16 d'amphibiens et 157 espèces de poissons d'eau douce recensés dans le pays. Les activités humaines ont affecté la biodiversité de la faune.

## Impacts sur les milieux naturels

### Activités humaines

#### Impacts de la guerre
Depuis 2011, la guerre civile a tué près de 350 000 personnes, en a exilé des dizaines de millions, a détruit les infrastructures et les habitations. La répression orchestrée par le régime de Bachar al-Assad, accusé de crime contre l'humanité, empêche toujours le retour de plus d'un tiers de la population.

#### Industries

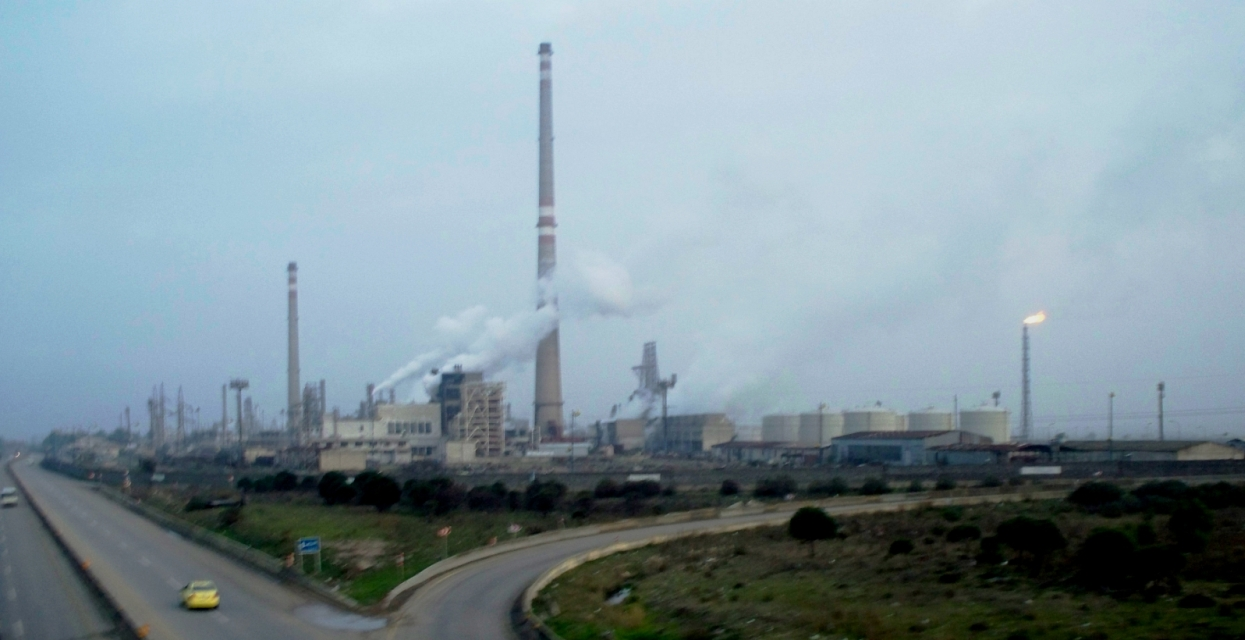
Raffinerie à Homs, 2010.

L'industrie représentait en l'an 2000 : 20 % de la population active et 10 % du PNB, et 34 % du BIP en 2009. L'industrie est en grande partie contrôlée par l'État (60 % du PNB et 80 % des investissements lourds).
Les principaux secteurs industriels sont l'agro-alimentaire, la construction et le BTP, le raffinage du pétrole, la métallurgie, l'industrie automobile et l'industrie de produits électroniques. Le secteur artisanal syrien était aussi important dans l'artisanat du cuir, du textile et des tapis.

#### Agriculture, pêche et chasse

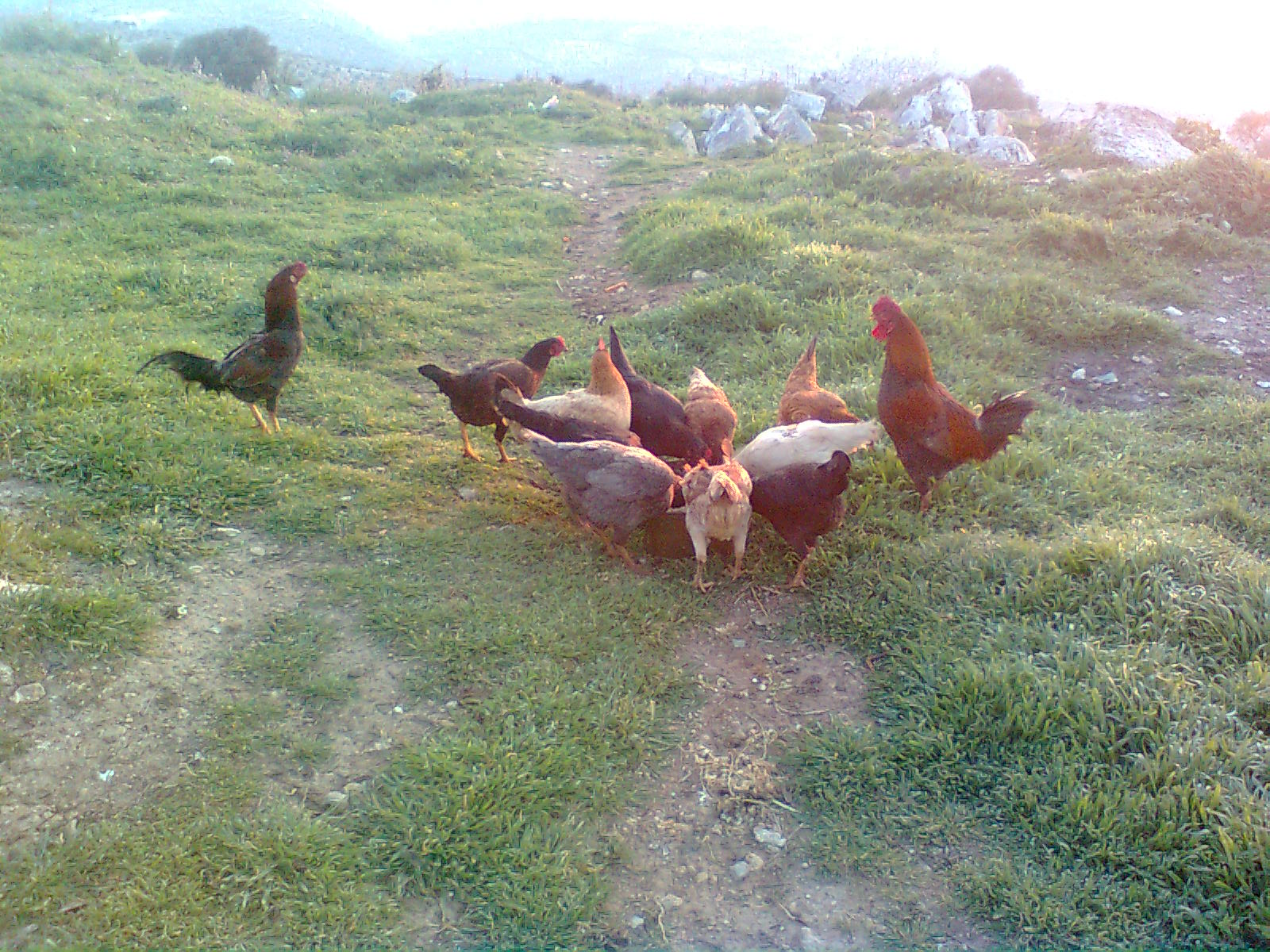
Elevage de poulets en plein air, 2011.

L'agriculture représentait en l'an 2000 : 25 % de la population active et 30 % du PNB, et 19 % du  PIB en 2009. Les céréales, les arbres fruitiers et la culture du coton, occupent plus de 50 % de la surface agricole. Le pays est notamment un important producteur de blé, de coton et de betterave à sucre. Une grande partie, près de 70 %, de la surface arable du pays n'est pas irriguée.

#### Activités tertiaires

##### Tourisme

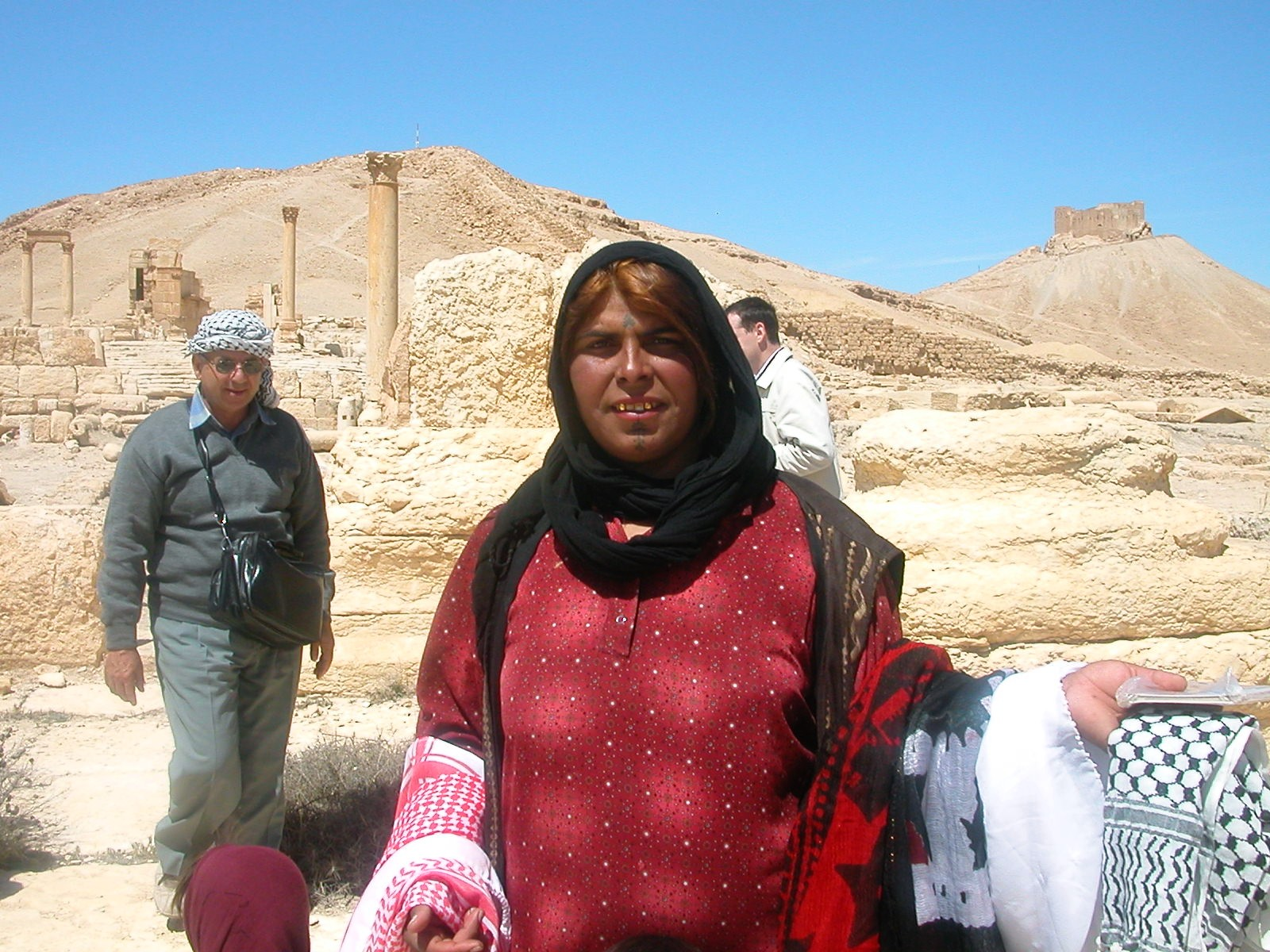
Touriste et vendeuse ambulante à Palmyre, 2008.

Longtemps négligé, notamment à cause de l'instabilité politique régionale, la relative fermeture économique du pays et l'image peu valorisée du pays en Occident, le tourisme s'est fortement développé dans les années 2000. Le nombre de touristes est passé d'environ 6 millions en 2006 à 9,5 millions en 2010. Ces touristes venant en majorité de pays arabes, avec également de nombreux touristes turcs et iraniens. Les revenus touristiques représentaient 12 % du PIB en 2010.
La Syrie a annoncé en octobre 2022 le lancement de vingt-cinq projets touristiques dans l'espoir d'attirer touristes et investisseurs. Malgré un coup d'arrêt causé par la pandémie de Covid-19, les voyageurs dans ce pays encore en guerre civile sont de plus en plus nombreux depuis sa réouverture au tourisme en 2018. 

#### Transports
En 1997, le pays avait un cumul de 41 540 km de routes et 2 423 km de voies ferrées.

### Pression sur les ressources

#### Pression sur les ressources non renouvelables

##### Énergies
Fin 2022, la Syrie est paralysée par les pénuries de carburants, entrainant un accès limité à l'électricité et il est devenu quasi impossible de se procurer de l’essence pour les véhicules.
Avant le déclenchement de la guerre (en 2011), la Syrie exportait une partie de ses réserves, estimées à 2,5 milliards de barils de pétrole. La plupart des gisements d’hydrocarbures se trouvent dans des zones qui échappent - en 2022 - au contrôle de Damas, dans l’est du pays, administré par les forces kurdes. Les approvisionnements depuis cette région sont erratiques. La production dans les gisements du centre du pays, sous contrôle du régime, ne satisfait qu’un dixième de la demande, estimée à 200 000 barils par jour. La majeure partie du pétrole est importée d’Iran.

##### Ressources minières
Les principales ressources minières du pays sont les phosphates avec une production en 1997 de 2 175 000 tonnes (dixième rang mondial), le marbre et le gypse avec une production de 183 000 tonnes, le sel avec une production de 72 000 tonnes, le lignite et l'asphalte avec une production de 82 000 tonnes[réf. nécessaire].

### Pollutions

#### La pollution de l'eau
- Traitement des eaux usées : 10 stations d'évaporation sont censées traiter 1 400 m3 par jour à travers le pays dans les années à venir[Quand ?]. Quatre sont en fonctionnement aujourd'hui[Quand ?].

### Impacts de l'urbanisation

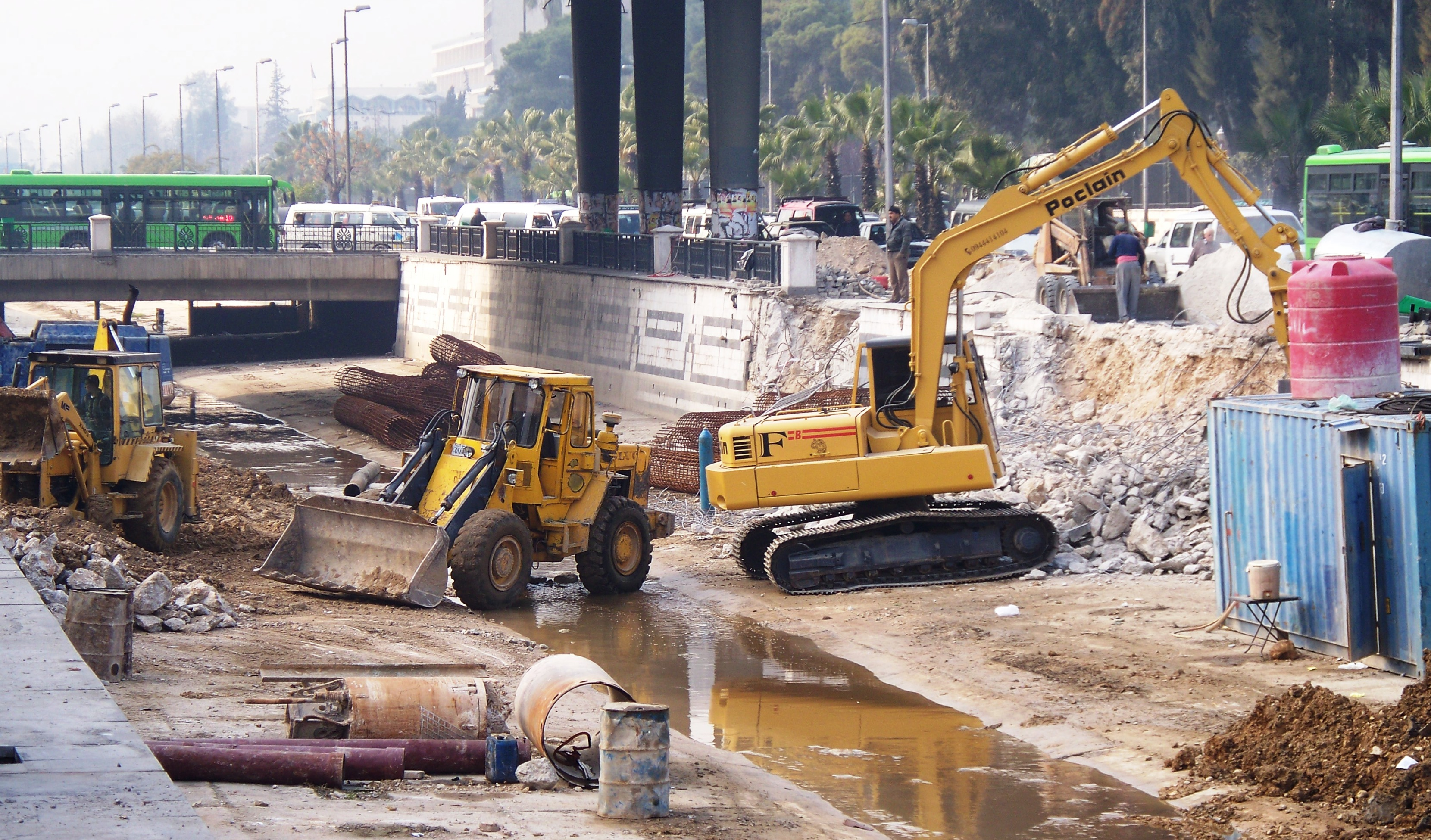
Chantier à Damas, 2009.

Il y a 14 grandes villes et chaque grande ville est une région. L'essentiel de la population se concentre surtout à l'ouest et comporte jusqu'à 160 h/km2 dans les provinces côtières, où se trouvent toutes les grandes villes. Les principales villes du pays incluent Damas dans le Sud-Ouest, Alep dans le Nord, et Homs. Les autres villes importantes sont situées pour la plupart sur la côte.
Depuis le début de la guerre en 2011, de larges zones urbaines ont été détruites, non pas de façon homogène, mais selon une géographie politique. L'objectif du régime était avant tout d'atteindre les zones tenues à un moment ou à un autre par les groupes armés de l’opposition, et y supprimer toute possibilité de vie, en visant à coup de bombes-barils les tissus résidentiels ainsi que les hôpitaux, les boulangeries, les marchés alimentaires, sans préserver les trésors patrimoniaux du pays.
Les reconstructions prévues ou en cours (en 2022) participent à cette éradication de la société urbaine d’avant-guerre. À Alep, par exemple, le régime a refusé le programme de réhabilitation proposé par l’ONU. Ce n’est que dans les quartiers situés à l’ouest de la ville qui, durant le conflit, étaient restés sous le contrôle du régime, que les travaux d’entretien et de restauration des centres médicaux et des services ont pu être effectués. Les biens immobiliers des habitants des quartiers informels qui s’étaient soulevés contre le régime ont été confisqués, au prétexte de l’absence de titres de propriété officiels. Les maisons doivent être remplacées par des gratte-ciels étincelants (tout en contribuant au blanchiment d'argent).

## L'exposition aux risques

### Catastrophes naturelles
La Syrie est exposée à de multiples aléas naturels : séismes, inondations et intempéries, tempêtes, incendies, glissements de terrain...

#### Séismes
- Le séisme de 1138 à Alep a été l'un des tremblements de terre les plus meurtriers de l'histoire, avec près de 230 0000 morts. Un autre séisme majeur avait eu lieu le 29 novembre 533 à Alep (130 000 victimes).
- Le 6 février 2023, à 4h17, le séisme de 2023 en Turquie et Syrie entraine le décès de plus de 40 000 personnes (bilan provisoire)[11].